# Давидов Василь Львович
Васи́ль Льво́вич Дави́дов (рос. Василий Львович Давыдов; 28 березня (8 квітня) 1792, за іншими даними 1793, Москва — 25 жовтня (6 листопада) 1855, Красноярськ) — військовик, поміщик, декабрист, учасник Вітчизняної війни 1812 року, полковник у відставці. Поет. Масон.

## Біографія
Походить із дворян Київської губернії. Батько — Давидов Лев Денисович (1743 — 1801), мати — Катерина Миколаївна Самойлова (1750 — 1825). 1807 — вступив до служби юнкером в лейб-гвардії Гусарський полк. 1808 — корнет. 1811 — призначений ад'ютантом командира полку генерал-майора Шевича.
1812 — ад'ютант князя Багратіона. Учасник Вітчизняної війни 1812 року і закордонних походів російської армії. За участь у Бородинський битві нагороджений орденом святого Володимира 4 ступеню з бантом. За хоробрість в бою при Малому Ярославці нагороджений  золотою шпагою. Поранений під Кульмом і Лейпцигом. У закордонному антинаполеонівському поході 1813–1814 років був поранений, став кавалером орденів святої Анни 2-го ступеня та прусського Залізного хреста за військові заслуги. 1822 вийшов у відставку в чині полковника.
З 1819 року постійно мешкав у Кам'янці Чигиринського повіту Київської губернії, володів майже 3 тис. кріпаків. Писав вірші російською та французькою мовами.

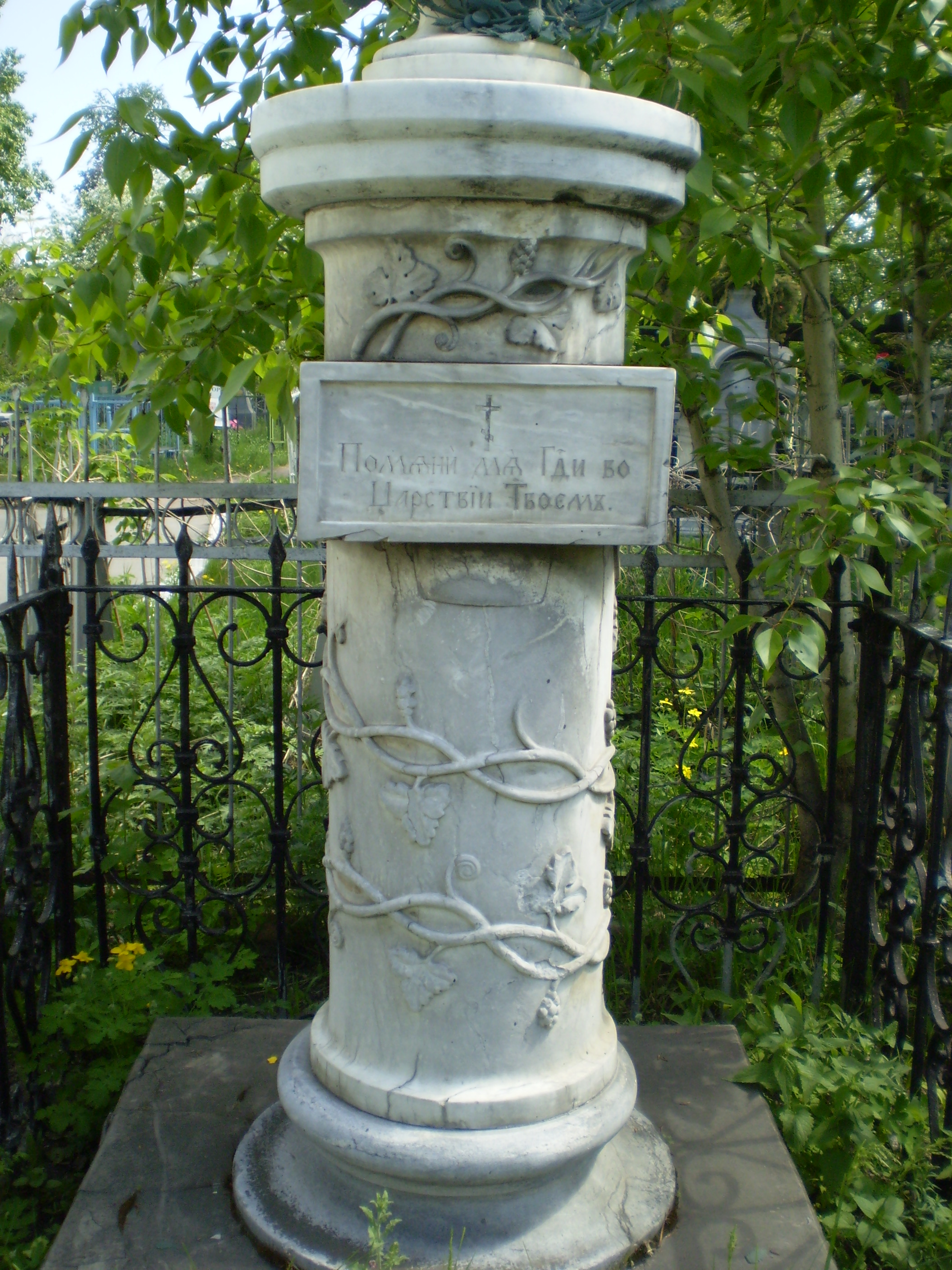
Пам'ятник на могилі Василя Давидова

Масон. Член «Союзу благоденства» з 1820 року і Південного товариства, до якого сам прийняв 4 членів. Разом із Волконським Сергіем Григоровичем очолював Каменську управу Південного товариства. Погоджувався на введення  республіки, а також на царевбивство і знищення всієї царської родини. Знав про змову проти імператора  Олександра I при Бобруйську 1823 року і при  Білої Церкви 1824 року, в чому зізнавався під час слідства. Заарештований 14 січня 1826 року у Києві і перепроваджений до Санкт-Петербурга, де від 2 лютого (21 січня) до 2 серпня (21 липня) утримувався в Петропавловській фортеці. Засуджений за 1 розрядом і за конфірмації відправлений на каторгу довічно. Покарання відбував у Петровському заводі (нині м. Петровськ-Забайкальський Читинської області, РФ). У 1832 році строк каторги скорочений до 15 років, а у 1835 — до 13 років. По закінченні строку каторги відправлений на поселення до Красноярську, де і помер. Похований на Троїцькому кладовищі у Красноярську.
З дружиною Олександрою (до шлюбу Потаповою, офіційно в шлюбі з 1825, фактично — з 1819) мав велику сім'ю (точну кількість їхніх дітей біографам установити не вдалося, проте відомо, що налічувалося не менше 12), з яких Петро (1825—1912) взяв одружився з дочкою Сергія Трубецького Єлизаветою, а Лев (1837—1896) став чоловіком Олександри Чайковської, сестри композитора  Петра Чайковського.

## Нагороди
- Імператорський орден Святого Рівноапостольного князя Володимира 4 ступеня з бантом.
- Орден Святої Ганни 2 ступеня.
- Прусський орден За заслуги.